# European Molecular Biology Organization
Die European Molecular Biology Organization (EMBO) ist eine europäische Wissenschaftsorganisation auf dem Gebiet der Molekularbiologie und wurde 1964 gegründet. Die Gesellschaft hat über 1400 gewählte Mitglieder in Europa und 70 assoziierte Mitglieder weltweit. Bewerber um eine Mitgliedschaft werden von anderen Mitgliedern aufgrund besonderer wissenschaftlicher Leistungen vorgeschlagen und gewählt.

## Organisation
Direktorin ist seit 2021 Fiona M. Watt. EMBO-Generalsekretär ist Paul Nurse. Sitz der Organisation ist in Heidelberg, direkt neben dem European Molecular Biology Laboratory (EMBL). Die EMBO wird im Wesentlichen durch die für diesen Zweck gegründete European Molecular Biology Conference (EMBC) finanziert, einer internationalen Organisation, der zurzeit 27 Europäische Staaten angehören.

## Aktivitäten
Die Organisation fördert auf vielfältige Weise die molekularbiologische Grundlagenforschung. Besonders wichtig sind die EMBO-Stipendien für Nachwuchsforscher; populär sind auch von der EMBO veranstaltete wissenschaftliche Fortbildungskurse und Konferenzen. Die Organisation gibt vier Wissenschaftszeitschriften heraus, und zwar The EMBO Journal, EMBO Reports, EMBO Molecular Medicine sowie Molecular Systems Biology.